# Mairspitze
Die Mairspitze ist ein 2780 m ü. A. hoher Berg im österreichischen Bundesland Tirol. Sie gehört zu den Stubaier Alpen und liegt zwischen dem Mutterbergtal und dem Langental im hinteren Stubaital.
Das Gipfelkreuz (2759 m ü. A.) steht nur wenig oberhalb des Übergangs (2743 m ü. A.) von der Sulzenauhütte zur Nürnberger Hütte entlang des Stubaier Höhenwegs, sofern man nicht die Variante über das Niederl (2629 m ü. A.) wählt. Von dort ist der Gipfel selbst mäßig schwierig (Trittsicherheit und Schwindelfreiheit erforderlich) erreichbar. In der SAC-Wanderskala wird diese Route von der Sulzenauhütte aus von der Schwierigkeit her als T3 (anspruchsvolles Bergwandern) eingestuft.

## Lage & Panorama
Lage der Mairspitze in den Stubaier Alpen (links)
und in den Alpen (rechts);
 

Panorama in nördlicher Richtung (unten),

## Nachweise
1. 1 2  Mairspitze auf ÖK 50.
2. ↑  Mairspitze (2781m) – Stubaier Höhenweg. Abgerufen am 19. April 2022.
3. ↑  Mairspitze von der Sulzenauhütte. Abgerufen am 17. Januar 2023.